# У сердца есть свои причины
У сердца есть свои причины (фр. Le cœur a ses raisons) — франкоязычный Квебекский телероман пародия, состоящий из 3 сезонов по 13 серий в каждом, всего серий вышло 39, длительность одной серии 22 минуты, создан Марком Брюне. Сериал транслировался с 3 февраля 2005 года по 3 декабря 2007 года компанией TVA (Canadian TV network). Название сериала происходит от философского изречения из произведения мысли французского ученого и философа 17-го века Блеза Паскаля: «У сердца есть свои причины, которых разум не знает (Le cœur a ses raisons que la raison ne connaît point)». Его английское название буквально будет писаться как «The Heart Has Its Reasons (Сердце имеет свои причины)», но дистрибьютор решил назвать его «Sins of Love (Грехи любви)». Сериал пародирует американские мыльные оперы, часто с сильным преувеличением доходящем до гротеска.
Сериал был впервые показан 20 сентября 2001 года в виде коротких юмористических сценок продолжительностью менее 10 минут, на ток-шоу Le Grand Blond avec un show sournois (2000—2003), и стал очень популярным, открыв тем самым дорогу для выхода полноценного телесериала. Первой серии предшествовало 17 коротких эпизодов в ток-шоу. Телероман пародия «у сердца есть свои причины» (2005—2007) — это перезапуск сериала, поэтому оригинальные короткие эпизоды из ток-шоу сюжетно не является частью телеромана, и во многом противоречит ему.
Во Франции телероман транслировался с 24 марта 2008 года по 23 мая 2010 года на канале NRJ 12. В Бельгии сериал транслировался с сентябрь 2010 года на канале Plug RTL.
Телероман транслировался по всему миру каналом TV5Monde. Польская версия телеромана под названием Grzeszni i bogaci (Грешный и богатый), премьера которого состоялась 25 октября 2009 года на телеканале TVN, была закрыта после выхода четырех серий из-за слишком малой зрительской аудитории.

## Сюжет
Даг Монтгомери, магнат владелиц крупной косметической компании, обнаружен мертвым в своей усадьбе Сент-Эндрюс. Его любимый сын Бретт, который бросил управление семейной компанией, чтобы продолжить карьеру в гинекологии, выступает против своего брата-близнеца, Брэда, который хочет получил полный контроль над компанией. На ужине в ресторане невеста Бретта, Крикет Роквелл, становится жертвой покушения, получив огнестрельное ранение в грудь. Затем появляются Эшли, ее ранее неизвестная сестра-близнец и Питер Мальборо, мятежный полицейский с довольно неординарными методами расследования. Именно принимая личность своей сестры-близнеца на похоронах Дага, Эшли без особого успеха попытается выяснить личность нападавшего на Крикет.
Зачитывание завещания Дага разжигает семейное соперничество, оставляя компанию в опасном положении. Затем выясняется, что Брэд женат на Бекки Уолтерс, президенте конкурирующей компании и создателе косметического крема «Lady Coquette», и что у них будет черный ребенок Крис, и это несмотря на бесплодие Брэда (последствия ношения слишком тесных штанов на конкурсе дискотек). 28 апреля 2005 года в городе Сент-Эндрюс произошло сильное землетрясение, которое обрушивает балки перекрытий зданий на каждого из персонажей чем и заканчивает первый сезон. Лишь во второй сезоне, начавшемся 30 января 2006 года, мы узнаем, кто погиб и кто пережил землетрясение.
Затем Сент-Эндрюс приветствует прибытие Бренды Монтгомери, сестры-близнеца Брэда и Бретта. Зритель узнает о выживании после землетрясения Бекки Уолтерс, преподобного Макдугалла (находившегося все это время под ковром в гостиной) и Бретта Монтгомери, который был заживо похоронен его братом Брэдом, который притворяется, что потерял обе руки, чтобы потребовать крупную компенсационную выплату от страховой компании. Наконец, Бренда вступает во владение Монтгомери Интернешнл, но взрывается во время рождественского специального шоу, которое было показано в апреле 2006 года, поджигая поместье, где застряло большинство актеров.
Третий сезон начинается с похищения ребенка Крикетта. Крикет начинает подозревать, что Бретт изменяет ей, а затем обнаруживает, что его любовница — не кто иная, как Эшли. На самом деле, Бретт не обманывает Крикет с Эшли, но видит ее на встрече «Коммандос специальных агентов, чья миссия состоит в борьбе с терроризмом в Сент-Эндрюсе», которая объединяет Бретта, Эшли, Льюиса (отвечая в качестве агента). Этот коммандос был сформирован, чтобы найти Даг-Дага. Последний, во время выпускного вечера в поместье, разрушит проклятие Монтгомери, но также покажет личность настоящей матери детей Монтгомери, которая является не кем иным, как Мэдж, которая завершает сезон и фактически сериал.

## Эпизоды

### Первый сезон (2005)
1. La mort de Doug
2. Le retour d’Ashley
3. Le testament de Doug
4. La mystérieuse Becky
5. L'épidémie à St-Andrews
6. À la recherche de Brett
7. Les tragiques retrouvailles de Brett et Criquette
8. La naissance d’un Montgomery
9. La demande en mariage
10. Le rival des Montgomery
11. Criquette en Péril
12. L’assaillant de Criquette démasqué
13. Brett et Criquette face à leur destin

### Второй сезон (2006)
1. L’héritière des Montgomery
2. La déchéance de Criquette
3. La résurrection de Brett
4. Criquette à la rescousse de Saint-Andrews
5. À la recherche de Becky
6. Le secret de Criquette
7. La supercherie de Brad
8. L’ambition de Criquette
9. Attentat à Saint-Andrews
10. L’ange de Saint-Andrews
11. Tragédie aérienne à Saint-Andrews
12. Périple infernal dans le désert
13. Noël chez les Montgomery

### Третий сезон (2007)
1. La résurrection des Montgomery
2. Le rapt de Doug Doug
3. Un amour en péril
4. Criquette suspendue entre la vie et la mort
5. Le retour inattendu de Brenda
6. Le mystérieux mystère entourant la mystérieuse maîtresse du mystérieux Brett
7. À la rescousse de Doug Doug
8. À la poursuite de Ridge
9. Pour l’amour de Doug Doug
10. La félicité de Criquette
11. La fabuleuse interview de Megan
12. La malédiction des Montgomery
13. Le somptueux bal des Montgomery

## В ролях
- Марк Лабреш[англ.] — Бретт/Брэд/Бренда Монтгомери
- Анн Дорваль — Крикет/Эшли Роквелл
- Пьер Брассар[англ.] — Ридж Тейлор
- Паскаль Бюссьер — Бекки Уолтерс
- Патрис Кокро — Льюис
- Мишель Деслауриер[англ.] — Мэдж
- Софи Фошер — Кристал Бувье-Монтгомери
- Маша Грено[англ.] — Меган Баррингтон-Монтгомери
- Джеймс Хиндман — Питер Мальборо
- Элиз Гильбо[англ.] — Британи Дженкинс
- Жан-Мишель Анктиль — Реворен Макдугалл
- Стефан Руссо[англ.] — Бо Беллинсвортххх
- Гайлин Тремблей — Мелоди Бэбкок
- Энни Дюфрен — Брук Галлауэй
- Энтони Кавана[англ.] — Брок Стил Brock Steel
- Лиз Дион — Друзилла Флейшман
- Альбер Миллер — Даг Монтгомери
- Изабель Буле — Гуги МакФерсон
- Патрик Хуард[англ.] — Бат Уилсон

## Особенности
«У сердца есть свои причины» — телероман пародия на американские мыльные оперы, такие как «молодые и дерзкие». Все архетипы такого рода программ присутствуют, особенно истории с многочисленными поворотами, которые не всегда заслуживают доверия.
14 июня 2007 года съемки телеромана были прерваны на один день из-за стихийной забастовки артистов Союза артистов, которые вели переговоры о продлении коллективного договора.
Телероман пользовался большой популярностью: первый сезон на DVD диске в Квебеке разошёлся за один месяц десятками тысяч экземпляров, а второй сезон заказывался 828 300 раз с видео по требованию Illico (Videotron). Тем не менее, съёмки телеромана были приостановлены в декабре 2007 года из-за низких рейтингов третьего сезона. Тем не менее, многие поклонники сериала все еще надеются на написания Марком Брюне четвертого сезона.